# Liebenburg
Liebenburg est une municipalité allemande du land de Basse-Saxe et l'arrondissement de Goslar.

## Géographie

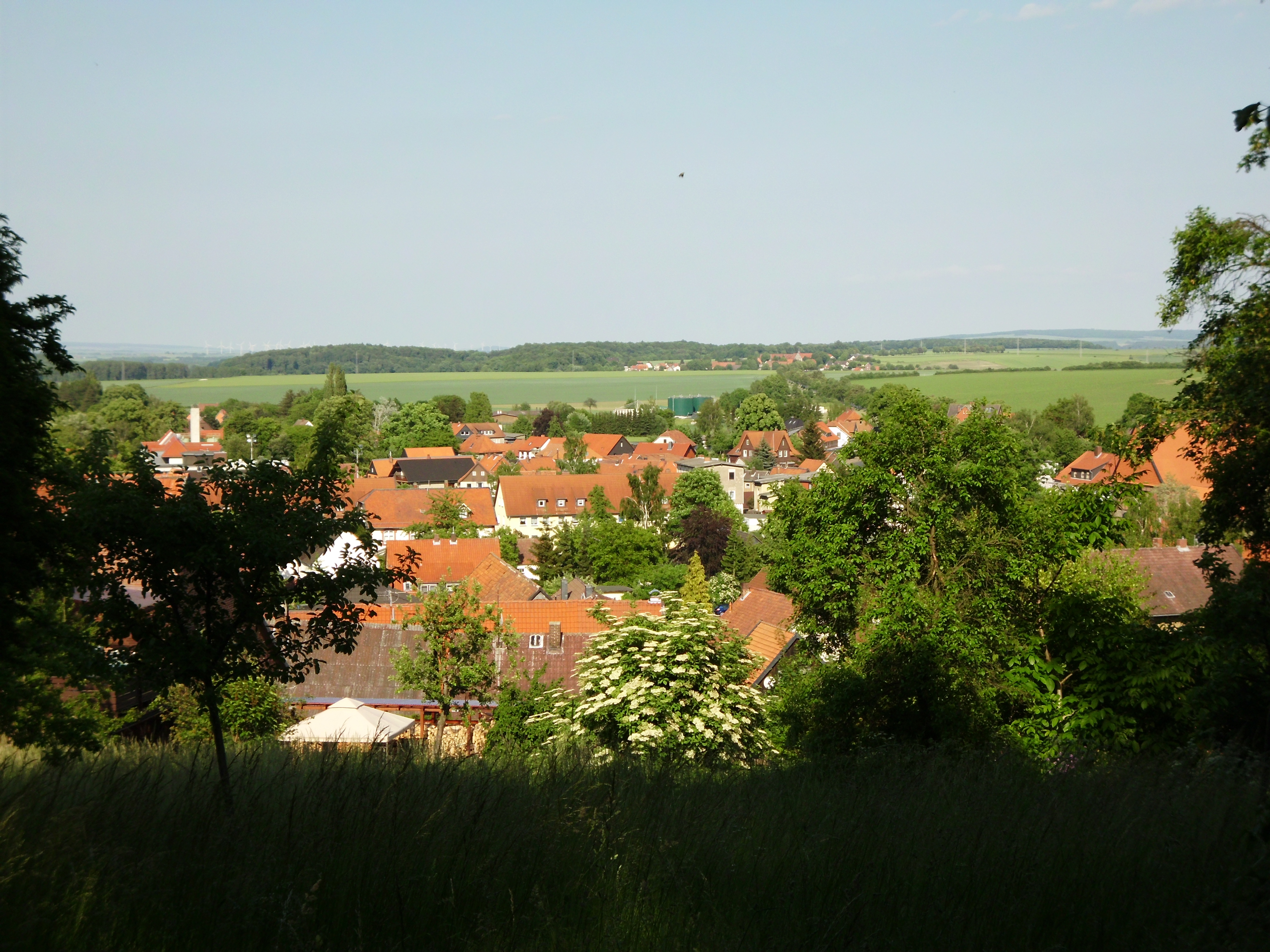
Vue sur Liebenburg.

La commune s'étend dans les contreforts au nord du Harz. Liebenburg est bordée au nord par la ville de Salzgitter, par Schladen-Werla à l'est, la ville de Goslar au sud, la ville de Langelsheim au sud-ouest et par Lutter am Barenberge à l'ouest.

## Histoire
Une première forteresse (Levenborch) sur un éperon au-dessus de la route commerciale à la ville impériale de Goslar fut construite dans les années 1292 à 1302. En ce temps, les domaines saxons appartenaient aux princes-évêques de Hildesheim considérant qu'il y a lieu de protéger la frontière orientale de leur État des incursions des ducs de Brunswick à Wolfenbüttel voisine. Néanmoins, le fort a été occupé par le duc Henri II de Brunswick-Wolfenbüttel en 1523 et par les forces de la ligue de Smalkalde en 1542. Pendant la guerre de Trente Ans, en 1625, il servait de quartier général à Albrecht von Wallenstein ; en 1633, il fut dévasté par des troupes suédoises.
Récupérant la propriété en 1643, les souverains épiscopaux de Hildesheim  firent de Liebenburg le chef-lieu d'un district administratif au sein de leur principauté. À partir de 1754, le prince-évêque Clément-Auguste de Bavière fit démolir les parties endommagées de la forteresse médiévale et a commencé la construction d'un château baroque. Après le déclenchement de la guerre de Sept Ans et la mort de Clément-Auguste en 1761, les travaux furent arrêtés. La principauté épiscopale fut sécularisée au cours du recès d'Empire de 1803 ; au XIXe siècle, Liebenburg faisait partie du royaume de Hanovre puis de la province de Hanovre au sein du royaume de Prusse.

## Personnalités
- Gerd Winner (né en 1936), artiste peintre, sculpteur et graphiste, vit dans le château de Liebenburg.